# Philipp Leonhard Mann
Philipp Leonhard Mann (* 1. Juli 1819 in Lautersheim; † 6. September 1876 in Würzburg) war ein deutscher Unternehmer und Politiker.

## Leben
Mann wurde als Sohn des Landwirts Georg Heinrich Mann (1790–1868) und der Maria Philippine, geb. Böll (1800–1872), in Lautersheim geboren. Als ältester Sohn verzichteter er, vielleicht aus gesundheitlichen Gründen, auf die Übernahme des elterlichen Hofs in Lautersheim und absolvierte in den Jahren 1832 bis 1836 eine kaufmännische Lehre bei dem Händler Ludwig Bender in Kirchheimbolanden, wo er anschließend noch eine Zeitlang als Handlungsgehilfe angestellt blieb. Seinen Militärdienst leistete er als Einjährig-Freiwilliger beim Chevaulegers-Regiment „Leiningen“. Gegen Stellung eines Ersatzmanns wurde er aber schon nach einmonatiger Dienstzeit entlassen. 1848 gründete er ein Manufakturwarengeschäft am Markt in Grünstadt. Er war außerdem Mitinhaber der Papier- und Kartoffelmehlfabrik Schiffer & Mann in Ebertsheim und nach dem Tod des Kompagnons Jacob Schiffer 1869 deren Alleininhaber.
Mann hatte wesentlichen Anteil am Eisenbahnanschluss der Stadt Grünstadt. Er gehörte 1862 zu den Gründern der städtischen Gasbereitungsgesellschaft, 1865 zu den Gründern des Vorschussvereins Grünstadt, einem Vorläufer der Volksbank Grünstadt eG. Er engagierte sich außerdem als Mitgründer des Gewerbevereins (1875) und des Verschönerungsvereins Grünstadt (1877). Philipp Leonhard Mann war Mitglied der Freimaurerloge in Frankenthal und dort Meister vom Stuhl. Er starb in Würzburg auf der Rückreise von einer Sitzung der bayerischen Kammer der Abgeordneten an einer Blinddarmentzündung und fand seine letzte Ruhestätte auf dem Friedhof in Grünstadt.

## Politik
Von 1858 bis 1874 war Mann Mitglied des Stadtrats von Grünstadt und ab 1872 zweiter Adjunkt. Von 1869 bis zu seinem Tod war er Mitglied der bayerischen Kammer der Abgeordneten.

## Familie
Aus der 1850 geschlossenen Ehe mit Marie Louise Ilgen (1829–1891), einer Tochter des Apothekers Ludwig Christian Ilgen (Inhaber der Schwanenapotheke in Grünstadt) und dessen Ehefrau Johanna Maria, geb. Kissel, gingen neun Kinder hervor:
- Heinrich Maria Mann
- Ludwig Christian Mann
- Carl Traugott Mann
- Eduard Moritz Mann
- Pauline Margarethe Mann, verh. Kirchner
- Wilhelm Leonhard Mann
- Johanna Maria Luise Mann, verh. Gilmain
- Jakob Mann
- Friedrich Mann